# Manemarinagudi Kaval, Gubbi
Manemarinagudi Kaval là một làng thuộc tehsil Gubbi, huyện Tumkur, bang Karnataka, Ấn Độ.